# Plac Ludowy w Szanghaju

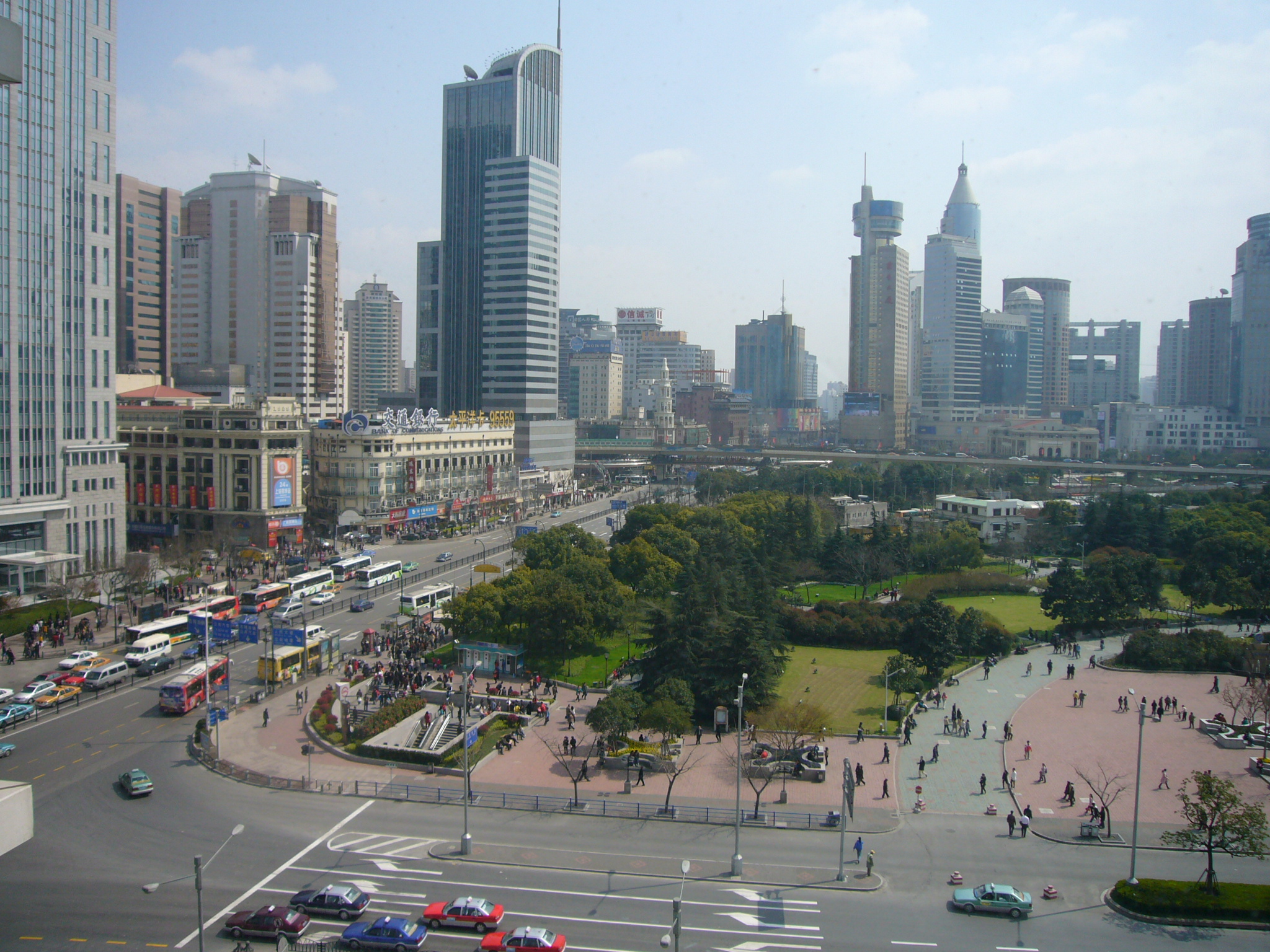
Widok na fragment Placu Ludowego

Plac Ludowy w Szanghaju (chiń. upr. 人民广场; chiń. trad. 人民廣場; pinyin Rénmín Guǎngchǎng) – wielki plac miejski znajdujący się w centrum Szanghaju, w dzielnicy Huangpu, przy Ulicy Nankińskiej.
Plac Ludowy leży na terenie dawnej koncesji brytyjskiej, w jego miejscu od 1861 roku znajdował się tor do wyścigów konnych. Po utworzeniu w 1949 roku Chińskiej Republiki Ludowej przekształcono go w ogólnodostępny teren rekreacyjny.
Cały teren placu obejmuje powierzchnię 1 806 600 m² i ma charakter parku, rosną tu m.in. sosny, cynamonowce i liczne gatunki krzewów. Przyozdabiają go różne rzeźby, muzyczna fontanna o powierzchni 320 m² czy kwietniki. Wokół Placu Ludowego znajdują się najważniejsze budynki Szanghaju: ratusz, muzeum miejskie, teatr, centrum wystawowe. 